# Canton de Manosque-Nord
Le canton de Manosque-Nord est une ancienne division administrative française située dans le département des Alpes-de-Haute-Provence et la région Provence-Alpes-Côte d'Azur.

## Composition
Le canton de Manosque-Nord regroupait une franction de la commune de Manosque (fraction) et deux autres communes :
| Nom                   | Code Insee | Intercommunalité                        | Population (dernière pop. légale) |
| --------------------- | ---------- | --------------------------------------- | --------------------------------- |
| Manosque (chef-lieu)  | 04112      | CA Durance-Luberon-Verdon Agglomération | 21 941 (2014)                     |
| Saint-Martin-les-Eaux | 04190      | CC Haute-Provence - Pays de Banon       | 115 (2014)                        |
| Volx                  | 04245      | CA Durance-Luberon-Verdon Agglomération | 3 134 (2014)                      |

## Histoire
- Jusqu'en 1973, il n'existait qu'un seul canton de Manosque. Celui-ci fut scindé en deux par le décret n°73-714 du 23 juillet 1973. Le canton Nord, composé d'une fraction de la ville de Manosque ainsi que des communes de Saint-Martin-les-Eaux et Volx, a vu ses limites à l'intérieur de la ville de Manosque modifiées par le décret n°85-127 du 29 janvier 1985.
- À la suite du décret du 24 février 2014, le canton a été supprimé, fin mars 2015, pour les élections départementales de 2015. Les communes intègreront le nouveau canton de Manosque-2[1].

## Représentation

### Conseillers généraux de l'ancien canton de Manosque (1833 à 1973)
| Période | Période                   | Identité                         | Étiquette      | Qualité |
| ------- | ------------------------- | -------------------------------- | -------------- | --- |
| 1833    | 1848                      | Jean Sébastien Latil (1796-1876) |                | Vice-Président du Tribunal de Digne |
| 1848    | 1852                      | Joseph Buisson                   | Républicain    | Liquoriste à Manosque |
| 1852    | 1858                      | Damase Arbaud (1814-1876)        |                | Médecin et folkloriste à Manosque Correspondant de l'Institut                                                                                   |
| 1858    | 1864                      | Victor d'Herbès (1799-1875)      |                | Maire de Manosque (1858-1860), ancien conseiller d'arrondissement                                                                               |
| 1864    | 1893 (décès)              | Oswald Bouteille (1825-1893)     | Gauche modérée | Avocat, propriétaire Député (1876-1885) Sénateur (1885-1893) Maire de Manosque                                                                  |
| 1893    | 1907                      | Adolphe Defarge                  | Rad.           | Commerçant en tissus Sénateur (1903-1910) Maire de Manosque (1888-?)                                                                            |
| 1907    | 1910                      | Toussaint Guilheaume             | Rad.           | Médecin et propriétaire à Manosque |
| 1910    | 1910 (annulation)         | Arthur Robert                    | Rad.ind.       | Négociant à Manosque |
| 1910    | 1913                      | Toussaint Guilheaume             | Rad.           | Médecin et propriétaire à Manosque |
| 1913    | 1914 (démission)          | Albert Marie Sauvaire            | Républicain    | Clerc de notaire, maire de Manosque Nommé sous-préfet de Barcelonnette en 1914                                                                  |
| 1914    | 1919                      | siège vacant                     |                | |
| 1919    | 1937                      | Arthur Robert                    | Rad.ind.       | Négociant, maire de Manosque (1920-1939) |
| 1937    | 1941 (démission d'office) | Louis Martin-Bret                | SFIO           | Propriétaire-agriculteur à Manosque, conseiller d'arrondissement Révoqué par le Gouvernement de Vichy                                           |
|         |                           |                                  |                | |
| 1943    | 1945                      | Louis Reboulin                   | ?              | Maire de Manosque Nommé conseiller départemental en 1943                                                                                        |
|         |                           |                                  |                | |
| 1945    | 1951                      | Henri Fluchère                   | SFIO           | Professeur à la Faculté de Lettres d'Aix-en-Provence Maire de Sainte-Tulle (1949-1953)                                                          |
| 1951    | 1970                      | Aubert-Joseph Millot (1891-1973) | RGR puis Rad.  | Greffier honoraire Maire de Manosque (1945-1971)                                                                                                |
| 1970    | 1973                      | Pierre Girardot (1913-2001)      | PCF            | Ouvrier agricole Maire de Sainte-Tulle (1953-1978) Elu en 1973 dans le Canton de Manosque-Sud puis en 1985 dans le Canton de Manosque-Sud-Ouest |

### Conseillers d'arrondissement du canton de Manosque (de 1833 à 1940)
Le canton de Manosque avait deux conseillers d'arrondissement.
| Période                                  | Période | Identité           | Étiquette   | Qualité |
| ---------------------------------------- | ------- | ------------------ | ----------- | --- |
| 1833                                     | 1839    | Victor d'Herbès    |             | Propriétaire à Manosque                                                                                     |
| 1833                                     | 1845    | M. Juglar          |             | Négociant, maire de Manosque                                                                                |
| 1839                                     | 1842    | Antoine Pourcin    |             | Notaire à Manosque                                                                                          |
| 1842                                     | 1845    | Elzéard Arbaud     |             | Propriétaire à Manosque                                                                                     |
| 1845                                     | 1848    | Antoine Pourcin    |             | Notaire à Manosque                                                                                          |
|                                          |         |                    |             | |
| 1877                                     | 1892    | M. Bonnefille      | Républicain | |
| 1892                                     | 1898    | Léopold Auquier    |             | Négociant à Corbières                                                                                       |
| ?                                        | 1895    | Marcellin Férévoux | Républicain | Propriétaire à Pierrevert                                                                                   |
| 1895                                     | 1898    | M. Coupier         |             | |
| 1898                                     | 1910    | Alphonse Esmieu    | Républicain | Maire de Sainte-Tulle                                                                                       |
| 1898                                     | 1910    | M. Arnaud          | Républicain | |
| 1910                                     |         | Célestin Aubert    |             | Maire de Volx                                                                                               |
| 1910                                     |         | Hilarion Royère    |             | Adjoint au maire de Montfuron                                                                               |
|                                          |         |                    |             | |
| 1919                                     |         | Louis Vial         | SFIO        | Ouvrier puis paysan, maire de Corbières                                                                     |
|                                          |         |                    |             | |
|                                          | 1940    | M. Ollivier        | Radical     | |
| 1934                                     | 1937    | Louis Martin-Bret  | SFIO        | Propriétaire-agriculteur à Manosque                                                                         |
| novembre 1937                            | 1940    | Jean Gondran       | FP          | |
| 1940                                     |         |                    |             | Les conseils d'arrondissement ont été suspendus par la loi du 12 octobre 1940 et n'ont jamais été réactivés |
| Les données manquantes sont à compléter. |         |                    |             | |

### Conseillers généraux du canton de Manosque-Nord (1973 à 2015)
| Période | Période | Identité                  | Étiquette | Qualité |
| ------- | ------- | ------------------------- | --------- | --- |
| 1973    | 1998    | Robert Honde              | MRG       | Docteur vétérinaire Maire de Manosque (1977-1980 et 1995-2001) Député (1997-2002)                                      |
| 1998    | 2015    | Roland Aubert (1947-2017) | PS        | Inspecteur des Impôts Conseiller municipal puis Premier adjoint au maire de Manosque Vice-président du Conseil général |

## Démographie
| 1975 | 1982 | 1990   | 1999   | 2006   | 2011   | 2012   |
| ---- | ---- | ------ | ------ | ------ | ------ | ------ |
| -    | -    | 10 828 | 11 388 | 12 169 | 12 605 | 12 310 |

## Sources